# Guerra di Kargil
La guerra di Kargil, conosciuta anche come guerra indo-pakistana del 1999, è stata combattuta tra maggio e luglio 1999 tra India e Pakistan nel Distretto di Kargil, allora nello Stato di Jammu e Kashmir. Il conflitto è stato provocato dall'infiltrazione di truppe regolari pakistane nel territorio indiano oltre la linea di controllo. 
La guerra di Kargil è stata l'unica guerra convenzionale combattuta tra stati con armi nucleari.

## Antefatti
Prima della partizione dell'India, Kargil era un tehsil del Ladakh. In seguito al cessate il fuoco della guerra indo-pakistana del 1947-1948 è stata creata la linea di controllo, per demarcare il confine tra le zone del Kashmir controllate dall'India e dal Pakistan. La linea di controllo ha diviso il territorio del Ladakh in due aree controllate dall'India a sud e dal Pakistan a nord (Gilgit-Baltistan) e a ovest (Azad Kashmir).
Come conseguenza della guerra indo-pakistana del 1971, nel 1972 India e Pakistan firmarono l'accordo di Simla nel quale si impegnavano a riconoscere la linea di controllo come demarcazione stabile tra le due aree.
Dopo un periodo di relativa calma in seguito alla guerra del 1971, negli anni '90 la tensione nel Kashmir ha ripreso a salire a causa dell'attività di movimenti separatisti nel Jammu e Kashmir e dell'esecuzione di test nucleari da parte di entrambe le nazioni nel 1998, tra cui i primi test nucleari del Pakistan. Il 21 febbraio 1999 India e Pakistan hanno firmato la dichiarazione di Lahore, che impegna entrambe le nazioni a ridurre il rischio di uso di armi nucleari e a discutere misure per migliorare le proprie relazioni per prevenire un conflitto.
Dalla fine del 1998, in seguito alla nomina di Pervez Musharraf a Capo di stato maggiore dell'esercito pakistano, il Pakistan infiltrò truppe regolari nei territori indiani oltre la linea di controllo allo scopo di ridurre i collegamenti tra il Kashmir indiano e il Ladakh e per allontanare le truppe indiane dal ghiacciaio Siachen, costringendo l'India a negoziare la demarcazione di un confine nei territori contesi.

## Il conflitto
Il Pakistan ha dispiegato 7 battaglioni del Northern Light Infantry Regiment e alcuni reparti dello Special Services Group che hanno occupato 132 posizioni su un'area di 130 km² compresa tra Dras, Kargil e Batalik. Oltre alle forze regolari pakistane erano presenti anche mujaheddin.
Queste infiltrazioni non sono state scoperte immediatamente a causa dell'abbandono da parte delle truppe indiane dei propri avamposti durante i mesi invernali, nei quali l'ambiente era inospitale. La prima infiltrazione pakistana è stata scoperta il 6 maggio 1999 quando un pastore ha segnalato la presenza di truppe pakistane nel territorio indiano. Il 15 maggio 1999 una pattuglia indiana di 6 soldati è caduta in un'imboscata. I soldati, tra cui un capitano, sono stati catturati, torturati e in seguito uccisi. Inizialmente le forze armate indiane hanno ipotizzato che le infiltrazioni erano di stampo jihadista e hanno affermato che sarebbero state debellate in pochi giorni, ma dopo la scoperta di posizioni pakistane lungo tutta la linea di controllo e dopo avere analizzato le tattiche usate dagli invasori l'India realizzò che si trattava di un'operazione organizzata su larga scala.

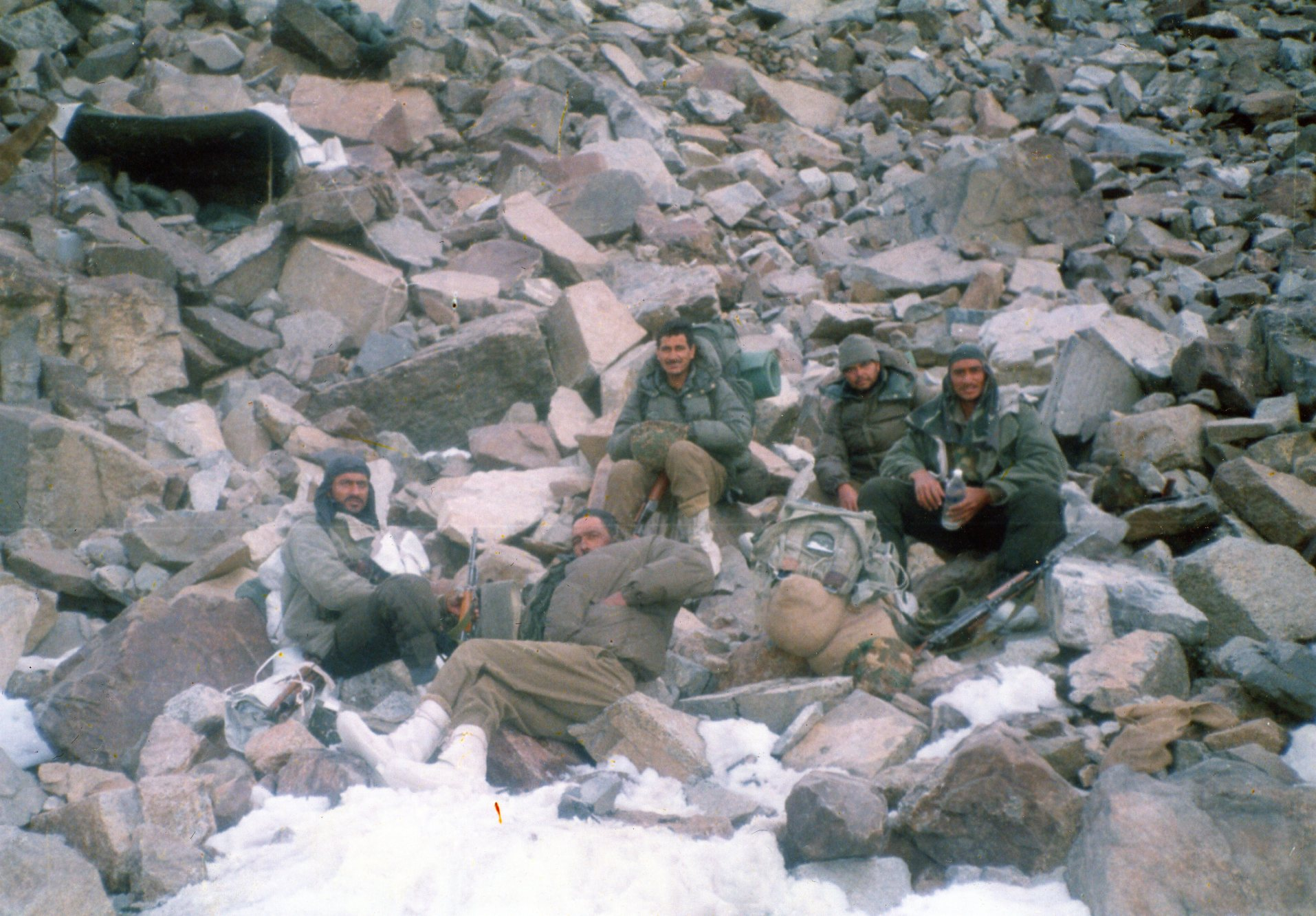
Soldati indiani prima di un assalto alla Punta 4700

Il governo indiano ha risposto avviando l'operazione Vijay, mobilitando 200 000 militari ma a causa del terreno impervio, con vette che raggiungono i 5 500 metri, furono circa 30 000 gli indiani schierati nella zona del conflitto, tra forze armate e forze paramilitari. Le truppe pakistane impiegate nell'invasione o a suo supporto furono circa 5 000. A causa delle difficoltà incontrate dalla fanteria, il 25 maggio la Bhāratīya Vāyu Senā è stata autorizzata a intervenire a supporto delle forze di terra ma senza superare la linea di controllo. In aggiunta vennero resi disponibili 400 obici FH-77, di cui solo 170 vennero impiegati nel conflitto. La marina militare dell'India ha iniziato a pattugliare le acque antistanti la costa del Pakistan e minacciò un blocco navale.
A causa della quota elevata, l'autostrada NH 1 che collega Srinagar a Leh era fondamentale per la logistica indiana ma era sotto il tiro indiretto dell'artiglieria pakistana. Gli attacchi indiani iniziali erano finalizzati a prendere il controllo dei rilievi nei pressi dell'autostrada NH 1. Le posizioni chiave iniziali si trovavano sulle vette Tololing e Tiger Hill vicino al villaggio di Dras. Una volta che le forze indiane hanno ripreso il controllo dei rilievi intorno all'autostrada hanno proceduto a catturare le altre posizioni occupate.

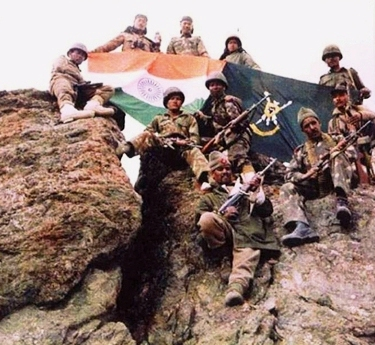
Soldati indiani ripresi dopo avere catturato una posizione pakistana

Il 27 maggio l'aeronautica indiana ha perso un MiG-27 a causa di un guasto al motore e un MiG-21 abbattuto dai pakistani. Il giorno successivo un Mi-17 indiano è stato abbattuto con un MANPADS. A causa di questa perdita l'aeronautica indiana decise non impiegare gli elicotteri per scopi offensivi nell'area delle operazioni e di schierare i Mirage 2000.
A causa dei crescenti timori della comunità internazionale, preoccupata dal possibile impiego di armi nucleari, il Pakistan iniziò a subire pressioni per ritirare le proprie truppe. Il 4 luglio 1999, in seguito a colloqui tenuti a Washington con Bill Clinton, il primo ministro pakistani Nawaz Sharif ha acconsentito a ritirare le forze pakistane. Gli ultimi scontri a fuoco si sono verificati il 26 luglio.

## Conseguenze
Dopo la fine del conflitto il primo ministro pakistano Sharif invitò lo Stato Maggiore dell'esercito a epurare i responsabili della sconfitta. Come conseguenza, il 12 ottobre 1999 le forze armate deposero il primo ministro Sharif che viene sostituito da Pervez Musharraf, fino ad allora Capo dello Stato Maggiore dell'esercito.